# Ulrich I van Weimar
Ulrich I van Weimar (overleden op 6 maart 1070) was van 1045 tot aan zijn dood markgraaf van Istrië en Krain en van 1067 tot aan zijn dood graaf van Weimar-Orlamünde.

## Levensloop
Ulrich I was een zoon van markgraaf Poppo I van Istrië uit diens huwelijk met Hadamut, dochter van Werigand, markgraaf van Istrië en graaf van Friuli. Na de dood van zijn vader in 1045 werd hij markgraaf van Istrië en Krain. Als bondgenoot van de Salische dynastie en het koninkrijk Hongarije wist hij er zijn grondgebied uit te breiden tot Rijeka. Ook werd hij in Istrië geconfronteerd met de concurrentie van het patriarchaat Aquileja en de republiek Venetië.
Toen de graven van Ebersberg in 1045 met de dood van graaf Adalbero II van Ebersberg uitstierven, vocht Ulrich I zonder succes om hun erfenis. Na de dood van zijn neef Otto I erfde hij in 1067 wel het graafschap Weimar-Orlamünde.
Ulrich overleed in 1070. Zijn oudste zoon Ulrich II volgde hem als graaf van Weimar-Orlamünde, zijn tweede zoon Poppo II erfde de markgraafschappen Istrië en Krain. Omdat ze minderjarig waren, trad graaf Markwart IV van Eppenstein vermoedelijk op als hun regent.

## Huwelijk en nakomelingen
Ulrich I huwde met Sophia van Hongarije (overleden in 1095), dochter van koning Béla I van Hongarije en de voormalige verloofde van zijn neef Willem IV van Weimar. Ze kregen volgende kinderen:
- Ulrich II (1064-1112), graaf van Weimar-Orlamünde
- Poppo II (1065-1098), markgraaf van Istrië en Krain
- Richardis, huwde met graaf Otto II van Scheyern
- Adelheid, huwde eerst met Frederik II van Regensburg en daarna met Udalschalk I van Lurngau
- Walburga